# Happy Days
Happy Days je americký sitcom odvysílaný v letech 1974–1984 televizí ABC. Prezentoval idealizovanou verzi života ve Spojených státech na přelomu padesátých a šedesátých let.
Seriál Happy Days popisuje život rodiny střední třídy Cunninghamových, kteří žijí v Milwaukee, Wisconsin. Rodina se skládá z otce Howarda, majitele železářství, matkou v domácnosti Marion, náctiletého Richie, jeho mladší sestry Joanie a jeho staršího bratra Chucka.